# Caisson hyperbare
Pour les articles homonymes, voir Caisson.
 (novembre 2012).
Si vous disposez d'ouvrages ou d'articles de référence ou si vous connaissez des sites web de qualité traitant du thème abordé ici, merci de compléter l'article en donnant les références utiles à sa vérifiabilité et en les liant à la section « Notes et références ».

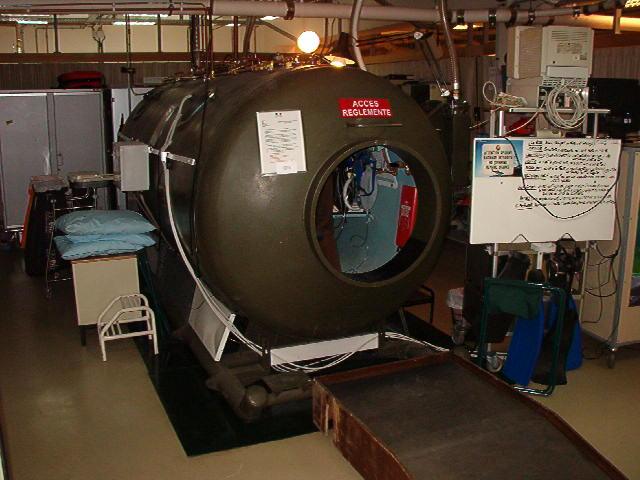
Un caisson de recompression de deux places.

Le caisson hyperbare, également appelé caisson de décompression ou chambre hyperbare, est une installation médicotechnique étanche au sein de laquelle un ou plusieurs patients peuvent être exposés à une pression supérieure à la pression atmosphérique, ce qui permet principalement d'accroître l'oxygénation des tissus. Lors du traitement hyperbare, un médicament, le plus souvent un gaz thérapeutique comme l'air médical, l'oxygène médical, ou un mélange de gaz médicinaux (héliox, nitrox...), peut également être administré via un masque à oxygène. Le traitement est généralement supervisé depuis l'extérieur de l'enceinte hyperbare par un opérateur hyperbare selon un protocole établi à l'avance.
Le caisson hyperbare est souvent utilisé pour traiter les intoxications aux oxycarbonées comme le monoxyde de carbone (CO) résultant d'une combustion incomplète de matière organique, et provoquant des troubles neurologiques.

## Utilisation
Les caissons hyperbares sont utilisés en médecine, dans différents cas :
- en situation d'urgence : accident de plongée sous-marine (ou maladie de décompression), intoxication au monoxyde de carbone (CO)[1], embolie gazeuse ; syndrome d'écrasement (crush injury) ; il peut aussi être utilisé pour traiter le mal aigu des montagnes ;
- en situation élective : pour l'aide à la cicatrisation des plaies difficiles (ex. : ulcère diabétique, plaies post opératoires), lésions tissulaires après une radiothérapie (vessie, intestins, mâchoire, sein, etc.), lors d'infections de l'os (ostéomyélite), d'infection nécrosante des tissus mous (gangrène, syndrome de Fournier[2]), surdité brusque.

Dans la plupart des centres hyperbares en Europe, les patients en situation élective représentent de 60 à 95 % des bénéficiaires. Les caissons peuvent aussi être utilisés pour des plongeurs professionnels, notamment lors de plongées en saturation (caisson mobile, caisson sur plate-forme)
Le caisson de recompression typique est un caisson en acier — souvent sous forme de cylindre ou en forme d'oméga — pouvant contenir des pressions internes de  200 à 900 kilopascals (9 bars) voire  plus, selon les besoins spécifiques. La grande majorité des traitements hyperbares pour des patients en situation élective se font entre 1,5 et 2,0 bars de pression par rapport à l'extérieur.

## Description

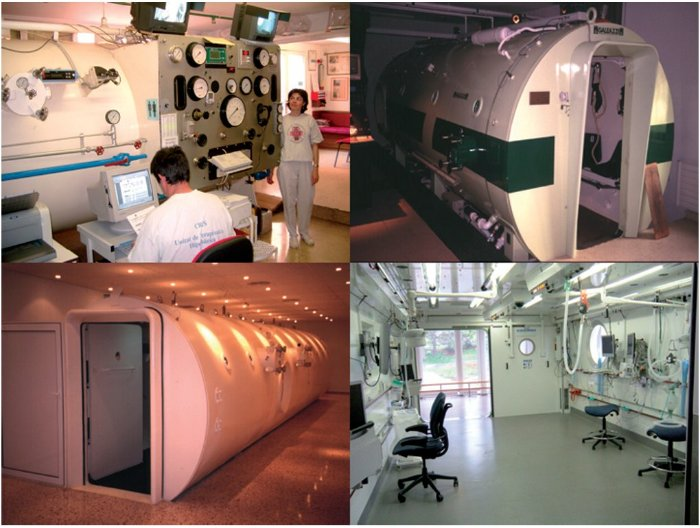
Quatre illustrations de caissons hyperbares multiplaces (chambres hyperbares) montrant un panneau de contrôle, un système de monitoring dans des unités de soins espagnoles

Ces caissons sont régulièrement utilisés par les services de médecine et thérapie hyperbare dans des hôpitaux civils, militaires, grosse structure de plongée, chez les plongeurs professionnels, etc.. Pour les hôpitaux, ceux-ci sont souvent rattachés aux services d'urgences, d'anesthésie ou de soins intensifs.
Leur taille permet à certains d'être transportables en camion ou également en bateau, par exemple;  lors de travaux sous-marins sur des plates-formes. Les plus petits ne peuvent transporter que le malade, mais plus fréquemment, les caissons permettent  d'accueillir plusieurs  personnes en même temps, d'une à plusieurs dizaines de personnes (certains peuvent accueillir simultanément une vingtaine de personnes dans la même enceinte) cela est très variable d'un centre à un autre.

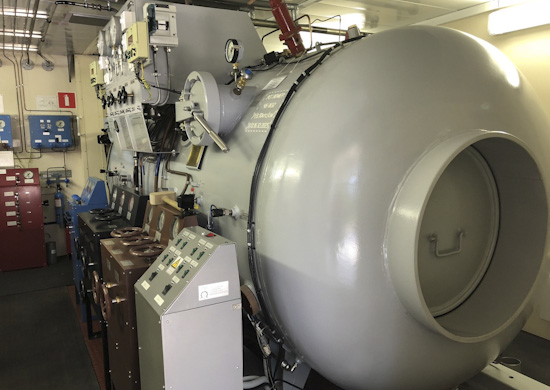
Barocomplexe de plongée « Sauveur » de la flotte russe du Pacifique.

Tous les caissons de recompression ou caissons thérapeutiques sont composés ainsi :
- un réceptacle (le caisson en lui-même), généralement construit en acier avec des hublots ;
- une ou plusieurs entrées permettant le passage d'une personne consciente et/ou inconsciente sur son lit, ou sur sa chaise : dans les plus anciens caissons, la porte est circulaire (c'est-à-dire qu'elle ne touche pas le sol, et qu'il faut l'enjamber pour rentrer), mais dans les plus récents, la porte est tout à fait traditionnelle, permettant même le passage d'un patient sur son lit d'hôpital, ou  sur brancard spécifique ;
- les portes sont toutes munies de joint d'étanchéité, elles sont toutes sans serrures, c'est uniquement la pression interne qui les maintient en place ;
- un sas  (c'est-à-dire une deuxième chambre, souvent de taille plus réduite, pour une ou deux personnes) cette dernière est au service du  personnel médical et/ou  médico-technique pour  intervenir durant un traitement en cas de besoin ;
- un deuxième sas  (une chambre mini) doit être disponible pour le passage (entre l'extérieur et l'intérieur) de petits matériels ou de médicaments ;
- au minimum un circuit audio, mais très souvent un circuit vidéo permettant au personnel manœuvrant le caisson de voir ce qui se passe à l'intérieur, et communiquer dans les deux sens ;
- un système de ventilation permettant de faire pénétrer le plus souvent  l'air médical frais (non saturé)  en permanence ou tout autre type de gaz (oxygène, hélium), suivant le protocole sélectionné ;
- un système d'éclairage, pour certains un système de divertissement (radio ou TV, ou DVD) ;
- un panneau externe de contrôle (poste de contrôle ou poste de pilotage) servant à fermer ou ouvrir les différentes vannes, à contrôler et réguler la pression interne, ainsi que la distribution de différents gaz injectés, surveiller les patients durant le traitement.

La plupart des caissons hyperbares sont équipés de masques de respiration à la demande (comme des masques de plongeurs), le gaz arrive au patient à chaque fois qu'il inspire afin que les personnes présentes puissent respirer de l'air médical ou oxygène, héliox, nitrox, en fonction du protocole de prise en charge, le but de ces masques est de permettre que cela ne modifie l'ambiance intérieure de la chambre qui peut être différente du gaz respiré (ex. : alors que le patient respire de l'oxygène, la chambre est mise sous pression avec de l'air). Les caissons non équipés de masques à la demande sont équipés de masques à débit continu, système fonctionnant très bien, mais qui demande plus de rigueur, pour limiter les fuites autour du masque, fuites qui sont des risques pour la sécurité hyperbarie. Le gaz  expiré par le patient doit toujours être évacué par un système séparé et relié à l'extérieur, ceci pour éviter que ce gaz ne soit mélangé avec le gaz qui sert à la compression de la chambre.
Dans les caissons les plus grands, plusieurs lits peuvent prendre place simultanément, ainsi que plusieurs patients intubés-ventilés si besoin.
La mise sous pression du caisson peut entraîner des risques d'accident barotraumatique qui doivent être prévenus de la même manière qu'en plongée sous-marine. La décompression peut elle aussi entraîner des problèmes (accident de décompression, embolie) si elle n'est pas faite selon un protocole précis.

## Mesures de sécurité
Dans la plupart des centres hyperbares d'Europe, des normes sévères sont en place concernant les objets autorisés dans l'enceinte. Par mesure de sécurité, aucun appareil électrique ni électronique non identifié comme matériel hyperbare n'est accepté. Le danger le plus grand dans un caisson étant le feu, il en va de même pour tous les objets pouvant produire une étincelle ou tous les objets étanches à l'air (Tupperware ou autres) .
La législation européenne dit qu'il ne doit pas y avoir plus de 23,5 % d'oxygène dans l'enceinte du caisson hyperbare (Ceci alors, que les patients en traitement à l'intérieur de la chambre respirent souvent de l'oxygène pur).
Un traitement comprend trois phases : 
1. la compression ;
2. la pression de fond (pression où se déroule le traitement)
3. la décompression.

La mise sous pression et la mise en décompression du caisson sont les parties les plus délicates pour le personnel et les patients. Lors de ces phases, un risque d'accident barotraumatique n'est pas exclu, chaque nouveau patient reçoit des instructions (mini-enseignement) de ce qu'il peut/doit faire (Ex. comment équilibrer correctement ses tympans). Ces accidents qui peuvent survenir doivent être prévenus de la même manière qu'en plongée sous-marine, sans quoi ils entraînent des problèmes pour les occupants (accident de décompression, embolie).

## Caissons «domestiques»
Il existe des caissons de petite taille permettant de mettre une seule personne à l'intérieur, utilisés notamment dans le cas de mal aigu des montagnes. Ceux-ci ne sont pas des caissons hyperbares, à proprement parler, sont en vente libre, et ne distribuent pas de médicaments. Leur pression maximale est en général relativement plus faible, elle est  souvent générée par une pompe type pompe à vélo. Il est aussi possible de trouver des mini caissons domestiques, il s'agit de caisson avec une structure non rigide, souples, gonflables, et qui peuvent même dans certains cas, distribuer de l'oxygène, ces derniers rencontrent un certain succès chez les parents d'enfants autistes (thérapie non reconnue par la grande majorité de la communauté médicale) car il semblerait que ces enfants se sentent beaucoup mieux après des séances de caisson hyperbare.
Cependant, selon la FDA, l'oxygénothérapie hyperbare (HBOT) n'a pas été cliniquement prouvé pour guérir ou être efficace dans le traitement du cancer, l'autisme, ou le diabète et elle met spécialement en garde contre son utilisation pour l'autisme. Il est important de rappeler que comme pour tout traitement hyperbare (peu importe le type d'installation) il faut prendre l'avis d'un médecin spécialisé et formé en hyperbarie (formation post grade) ; lors de cette visite le médecin pourra poser un diagnostic et surtout délivrer un avis de non contre-indication au traitement hyperbare (l'oxygène, ainsi que les différents autres gaz dérivés, sont considérés comme des médicaments, avec des effets bénéfiques visés, mais également avec quelques rares effets secondaires, raison pour laquelle tout traitement doit être fait sous la supervision d'un médecin hyperbare).

## Usage militaire
Au sein de la marine espagnole, les patrouilleurs hauturiers de classe Meteoro comporteront des futurs bâtiment base de plongeur équipés de caisson hyperbare. Il est présent dans le navire Alizé, en service dans la marine nationale.